# Thallophaga nigroseriata
Thallophaga nigroseriata är en fjärilsart som beskrevs av Alpheus Spring Packard 1873. Thallophaga nigroseriata ingår i släktet Thallophaga och familjen mätare. Inga underarter finns listade i Catalogue of Life.